# Посольство України в Австралії
Посольство України в Австралії — дипломатична місія України в Австралії, розташоване в Канберрі.

## Завдання посольства
Основне завдання Посольства України в Канберрі — представляти інтереси України, сприяти розвиткові політичних, економічних, культурних, наукових та інших зв'язків, а також захищати права та інтереси громадян і юридичних осіб України, які перебувають на території Австралії та Нової Зеландії.
Посольство сприяє розвиткові міждержавних відносин між Україною і Австралією на всіх рівнях, з метою забезпечення гармонійного розвитку взаємних відносин, а також співробітництва з питань, що становлять взаємний інтерес. Посольство виконує також консульські функції.

## Історія дипломатичних відносин
Україна встановила дипломатичні відносини з Австралією 10 січня 1992 року. 3 березня 1992 року з Новою Зеландією. З 1993 року інтереси України в Австралії були представлені Почесними консулами України в Мельбурні Зіною Боте, а згодом Валерієм Ботте. У вересні 1992 року в Києві було відкрите Почесне консульство Австралії. У травні 2000 року в Сіднеї Україна відкрила Генеральне консульство. Посольство України в Австралії було відкрите 14 квітня 2003 року шляхом перетворення Генерального консульства України в Сіднеї на Посольство в Канберрі. Посольство України в Австралії акредитоване в Новій Зеландії за сумісництвом з 5 грудня 2007 року.

## Керівники дипломатичної місії
1. Міщенко Олександр Павлович (2004–2005), посол
2. Адомайтіс Валентин Володимирович (2007–2011), посол
3. Сташевський Станіслав Сергійович (2011–2014), т.п.
4. Джиджора Микола Петрович (2014–2015), т.п.
5. Кулінич Микола Андрійович (2015[2]-2021[3]), посол
6. Мирошниченко Василь Володимирович (2022[4]–), посол